# Carp-cinege
A Carp-cinege (Parus carpi) a verébalakúak (Passeriformes) rendjébe, ezen belül a cinegefélék (Paridae) családjába tartozó kis termetű, 14 centiméter hosszú madárfaj. Teste fekete, evezőtollai fehér szegélyűek. Egyes szerzők szerint a szerecsencinege (Parus niger) alfaja. Angolában és Namíbiában él, az erdős szavannák, dombok, meredek lejtők jelentik életterét, de előfordul száraz folyómenti erdőkben és kertekben is. Alapvetően rovarokkal táplálkozik, de magokat is fogyaszt. Faodúkban fészkel, novembertől januárig költ. A nőstény 2-5 tojást rak le, melyekből a fiókák 13-16 nap alatt kelnek ki. Költés alatt a hím táplálja a nőstényt, de időnként a nőstény is kiszáll a fészekből táplálékot keresni. A fiókák 18 napos korukban hagyják el a fészket.

## Külső hivatkozások
- Species text in The Atlas of Southern African Birds.
- Parus carpi Archiválva 2017. április 21-i dátummal a Wayback Machine-ben